# Journey Into Imagination With Figment
Journey Into Imagination With Figment is een dark ride in Epcot in het Walt Disney World Resort in Orlando in de Verenigde Staten. Oorspronkelijk werd de attractie geopend onder de naam Journey into Imagination in 1983, maar inmiddels verkeert de attractie in haar derde fase, welke opende in 2002. De attractie is wellicht het bekendst om haar figuur Figment, een paarse draak, en de muziek van de attractie "One Little Spark", geschreven door de Sherman Brothers.

## Geschiedenis

### Journey into Imagination
In 1983 werd Journey into Imagination geopend, 1 jaar later dan de opening van het paviljoen waarin het gehuisvest werd, het Imagination!-paviljoen. Dit kwam omdat de attractie in een vrij laat stadium van de bouw van Epcot pas is verzonnen en er dermate gecompliceerde technieken werden gebruikt, dat de ontwikkeling van deze attractie wat meer tijd in beslag nam dan gewoonlijk. De attractie werd ontworpen onder leiding van Imagineers Tony Baxter en Steve Kirk.
Bezoekers stapten in de voertuigen in een grote lobby in een van de piramiden van het Imagination!-paviljoen. De rit leek te bestaan uit één lange sliert karretjes, alhoewel zodra de karretjes uit beeld waren van de lobby, splitste de lange sliert zich op in treintjes van 4 karretjes. Zodra de bezoekers de attractie binnenreden, zagen ze in een wolkendek een schaduw van Dreamfinder op een zeppelin-achtige fiets: de Dreamcatcher. Dreamfinder is de gastheer van de attractie en terwijl hij vertelt dat hij van alles verzamelt met zijn Dreamcatcher om de fantasie te verrijken, verzint hij ter plekke Figment. Even later kwam Figment tevoorschijn uit de Dreamcatcher en ging hij mee op de reis van Dreamfinder. Na een tijdje bleek de Dreamcatcher vol te zitten, en moesten ze naar de Dreamport om alles in op te slaan. De karretjes reden dan door naar de volgende scène.
De volgende scène bestond uit een grote kluis, de Dreamport, en een groot aantal opslagkisten. Zo stond er een doos vol applaus, een kooi met muzieksleutels en noten en een plasmabol. De karretjes reden weer verder naar de volgende scène.
De vierde scène bestond uit het weergeven van de fantasie middels afbeeldende kunst. In de ruimte was een groot schilderij te vinden dat van kleur veranderde, met daarvoor Dreamfinder die een gigantische penseel vasthield. Ook was er een grote draaimolen te zien. Figment was in de scène te vinden met een pot met regenbogen. De scène bestond in zijn geheel uit witte decorstukken, die van kleur leken te veranderen door ze steeds in een andere kleur licht uit te lichten.
De vijfde scène bestond uit de literatuurkamer, waarin Dreamfinder een groot orgel bespeelde, waar woorden uit de orgelpijpen schoten. Figment probeerde een aantal boeken met monsters dicht te houden, om te voorkomen dat enge woorden eruit zouden schieten.
De zesde scène bestond uit de wetenschapskamer, waarin Dreamfinder een machine bediende die de natuur van dichtbij kon bekijken, om zo de groei van planten, kristalvorming en het heelal te bestuderen.
Na de kamers die manieren om fantasie uit te drukken uitbeeldden, vertelde Dreamfinder aan Figment en de bezoekers dat fantasie de kracht is om de verborgen wonderen in de wereld te ontdekken. De treintjes reden dan een grote finale binnen, met in het midden Figment. Rondom de zaal hingen allerlei televisieschermen die Figment in zijn fantasie weergeven, zoals Figment als bergbeklimmer, piraat, wetenschapper, superheld, tap danser, cowboy of atleet. Dreamfinder, die achter een grote fotocamera stond, spoorde de bezoekers aan om hun fantasie te gaan gebruiken in de attractie ImageWorks, die aan de uitgang van de attractie lag. De treintjes sloten zich dan weer aan bij de lange sliert van karretjes, om bezoekers vervolgens de mogelijkheid te geven om uit te stappen.
Op 10 oktober 1998 werd de attractie gesloten om nooit meer open te gaan in haar oude vorm.

### Journey into YOUR Imagination
De attractie werd in 1999 heropend als Journey into YOUR Imagination, in een setting die beter aan zou sluiten op de in 1994 geopende attractie Honey, I Shrunk the Audience in hetzelfde paviljoen. Gasten zouden een tour krijgen door het Imagination Institute, om als testpersoon te dienen voor Dr. Nigel Channing's (Eric Idle) nieuwe uitvinding: de Imagination Scanner. De rit begon met bezoekers allereerst door de scanner te sturen. Daaruit kwam naar voren dat de bezoekers totaal geen fantasie hadden, en daarom nam Dr. Nigel Channing de gasten mee naar de verschillende labs in het instituut: het geluids-, illusie-, kleur-, zwaartekrachts-, en verbindingslab. Als gasten dan wederom door de scanner gaan, explodeert deze omdat er een teveel aan fantasie wordt gescand. Gasten worden dan doorverwezen naar ImageWorks.
Na hevige kritiek omdat Figment vrijwel volledig uit de attractie was verwijderd (en Dreamfinder zelfs helemaal), werd de attractie in 2001 weer gesloten, om een jaar later weer te open als de versie zoals we die nu kennen. Figment heeft hierin een grotere rol gekregen en Dreamfinder is tweemaal als verwijzing te vinden (als opschrift op de deur als Dean Finder en als schaduw op een vel bladmuziek).

## Ritbeschrijving
Buiten de attractie hangt een spandoek dat een open dag van het Imagination Institute aankondigt. Bezoekers krijgen een toer door het instituut, verzorgd door Dr. Nigel Channing, als plots Figment de toer verstoort. Dr. Nigel Channing neemt de bezoekers mee door het geluids-, zicht- en geurlab. Figment verstoort de toer steeds door zijn eigen blik op de fantasie te geven. Dr. Nigel Channing wordt boos en verlaat de toer, waarna Figment de gasten meeneemt naar zijn eigen open dag. Hij neemt de gasten mee door zijn huis dat ondersteboven staat. Achteraf komt Dr. Nigel Channing terug en zegt dat hij het eigenlijk weleens is met Figment. Dan volgt de finale waarin Dr. Nigel Channing en Figment samen One Little Spark zingen.

## One Little Spark
One Little Spark is een lied geschreven door de Sherman Brothers, bekend van it's a small world en There's a great big beautiful tomorrow uit de Carousel of Progress. Het lied was geschreven voor de originele attractie, Journey into Imagination, en werd gezonden door Dreamfinder en Figment. Voor de huidige versie van de attractie is het lied opnieuw ingezongen door Eric Idle, de vertolker van Dr. Nigel Channing en Figment.